# Prudnice
Prudnice falu Horvátországban Zágráb megyében. Közigazgatásilag Brdovechez tartozik.

## Fekvése
Zágráb központjától 20 km-re északnyugatra, községközpontjától 5 km-re nyugatra a Száva völgyében, a Zágráb-Ljubljana vasútvonal mellett fekszik.

## Története
A falunak 1857-ben 130, 1910-ben 254 lakosa volt. Trianon előtt Zágráb vármegye Zágrábi járásához tartozott. 2011-ben a falunak 692 lakosa volt.

## Lakosság
| Lakosság változása | Lakosság változása | Lakosság változása | Lakosság változása | Lakosság változása | Lakosság változása | Lakosság változása | Lakosság változása | Lakosság változása | Lakosság változása | Lakosság változása | Lakosság változása | Lakosság változása | Lakosság változása | Lakosság változása | Lakosság változása |
| ------------------ | ------------------ | ------------------ | ------------------ | ------------------ | ------------------ | ------------------ | ------------------ | ------------------ | ------------------ | ------------------ | ------------------ | ------------------ | ------------------ | ------------------ | ------------------ |
| 1857               | 1869               | 1880               | 1890               | 1900               | 1910               | 1921               | 1931               | 1948               | 1953               | 1961               | 1971               | 1981               | 1991               | 2001               | 2011               |
| 130                | 112                | 152                | 191                | 233                | 254                | 308                | 354                | 390                | 421                | 481                | 515                | 523                | 526                | 641                | 692                |

## Nevezetességei
Remete Szent Antal tiszteletére szentelt kápolnája.

## Külső hivatkozások
- Brdovec község hivatalos oldala
- A Szent Vid plébánia honlapja Archiválva 2013. szeptember 8-i dátummal a Wayback Machine-ben
- A megye turisztikai egyesületének honlapja